# Giordano Chechi
Giordano Chechi (Chianciano Terme, 5 marzo 1951) è un politico italiano, ex presidente della Provincia di Siena.

## Biografia
Dopo essersi diplomato è diventato funzionario del Partito Comunista Italiano, ricoprendo vari ruoli dirigenziali nel PCI provinciale senese e nel comitato regionale toscano. Dopo essere stato consigliere provinciale e assessore all'agricoltura, viene eletto presidente della Provincia di Siena nel 1985, rimanendo in carica fino al 15 luglio 1990.
Dopo la svolta della Bolognina aderisce al Partito Democratico della Sinistra, di cui fa parte della Commissione Federale senese di Garanzia fino al 1992, quando si dimette.
Negli anni Duemila è iscritto al Partito Democratico, ma senza ricoprire incarichi.